# 生駒怜子
生駒 怜子（いこま れいこ）は、宝塚歌劇団に所属する演出家。

## 来歴
2016年、宝塚歌劇団に入団。
2023年、宙組バウホール公演「夢現の先に」で演出家デビュー。

## 宝塚歌劇団での舞台作品

### その他の劇場作品
- 2023年、宙組『夢現（ゆめうつつ）の先に』（バウホール）[1]
- 2024年、花組『Liefie（リーフィー）-愛しい人-』（日本青年館・ドラマシティ）[2]

### 新人公演
- 2019年、星組『GOD OF STARS -食聖-』[3]
- 2022年、雪組『夢介千両みやげ』[4]